# Monophyllorchis
Monophyllorchis, rod orhideja u podtribusu Triphorinae, dio tribus Triphoreae. Opisan je kao monotipičan 1920., a tipična je vrsta Monophyllorchis colombiana, možda sinonim za M. microstyloides. Godine 2014. u rod su uiključene još 3 nove vrste.

## Vrste
1. Monophyllorchis chocoensis Szlach., S.Nowak & Baranow
2. Monophyllorchis idroboi Szlach., S.Nowak & Baranow
3. Monophyllorchis isthmica Kolan.
4. Monophyllorchis microstyloides (Rchb.f.) Garay